# Paul du Ry
Paul du Ry (* 1640 in Paris; † 21. Juni 1714 in Kassel) war ein französischstämmiger Baumeister und Ingenieur des Barocks in Kassel.

## Biografie
Paul du Ry war ein Sohn des Pariser Hofarchitekten Mathurin du Ry, dessen Vater Charles du Ry ebenfalls in der ersten Hälfte des 17. Jahrhunderts als Hofarchitekt in Paris tätig war. Dieser Charles du Ry, Paul du Rys Großvater, war Schüler und Verwandter des Salomon de Brosse, des Begründers des sogenannten „Hugenottenstils“ in Frankreich. 
Paul du Ry erhielt seine Ausbildung bei dem Architekten François Blondel in Paris. 1665 ging er als hugenottischer Glaubensflüchtling in die Niederlande, wo er als Ingenieurhauptmann und Festungsbaumeister in Maastricht tätig war. Von 1674 bis 1685 lebte er wieder in Paris und hielt sich danach kurzzeitig erneut in den Niederlanden auf.
1685 wurde Paul du Ry von Landgraf Karl nach Kassel, der Residenzstadt der Landgrafschaft Hessen-Kassel, als Ingenieur berufen. Dort war er hauptsächlich für das „Französische Bauwesen“ zuständig, also für die neu gegründeten Hugenotten-Kolonien. Die Entwürfe stammten allerdings weitgehend aus dem Hofbauamt oder von örtlichen Zimmermeistern, so dass seine Aufgaben vor allem in der Bauleitung und technischen Ausführung zu suchen sind. Daneben erscheint er 1689 unter der Leitung des Hofbaumeisters Wessel als Ingenieur beim Kaskadenbau am Weißenstein (heute Wilhelmshöhe); überhaupt dürften seine Erfahrungen im Wasserbau in den Niederlanden ein wesentlicher Grund für seine Berufung nach Kassel gewesen sein.
Sein Sohn Charles du Ry (1692–1757) war, wie auch sein Enkel Simon Louis du Ry, Oberhofbaumeister in Kassel.
Der ursprüngliche Nachname wurde in Frankreich anders geschrieben, nicht als du Ry, sondern Du Ry. So wurde Mathurin Du Ry im Jahre 1602 in Verneuil-en-Halatte geboren. Dort wurde vor einigen Jahren eine Straße nach ihm benannt, Rue Mathurin Du Ry. Die Nachfahren in den Niederlanden schreiben sich heute noch Du Ry. In Großbritannien wurde der Nachname nur Dury geschrieben.

## Wichtige Werke
- Ab 1685 wird die barocke Stadterweiterung der Kasseler Oberneustadt als Stadterweiterung für die Ansiedlung der hugenottischen Einwanderer durch Paul du Ry angelegt; die vorgegebenen Pläne für dreiachsige Typenhäuser werden durch ihn abgewandelt. Zentrum der Oberneustadt ist die 1689–1706 unter seiner Bauleitung errichtete Karlskirche.

- Bauleitung (unter anderem) in den hugenottischen Neugründungen Carlsdorf, Mariendorf, Schöneberg (Hofgeismar) im Reinhardswald.

Die Zuschreibung aller höfischen Bauten zwischen 1685 und 1714 an Paul du Ry geht zum einen auf den hessischen Rat Casparson kurz vor 1800 zurück, zum anderen auf Otto Gerland, einen Nachfahren der Familie du Ry im späten 19. Jahrhundert. Inzwischen konnte für die Stadtplanung von Karlshafen der Ingenieur Conradi nachgewiesen werden, für die Orangerie in Haydau und Schloss und Orangerie in Wabern der Hofbaumeister Johann Conrad Giesler. Auch für das Orangerieschloss in Kassel liegt eine Urheberschaft Gieslers nahe. Da Paul du Ry zudem in den zeitgenössischen Akten nicht im „Hofbaustaat“ geführt wird und er nur als der „Französische Baumeister“ erscheint (analog zur „Französischen Kanzlei“ für die Angelegenheiten der Einwanderer), muss seine Bedeutung für die hessische Barockarchitektur neu bewertet werden.